# آرتم لوسینیان
آرتم لوسینیان (ارمنی: Արտեմ Լուսինյան زادهٔ ۵ ژوئیهٔ ۱۹۱۰ - درگذشته ۲۶ ژوئیهٔ ۱۹۶۴)  بازیگر اهل ارمنستان بود. وی از سال میلادی تاکنون مشغول فعالیت بوده است.

## زندگی
وی در ۵ ژوئیهٔ ۱۹۱۰ در تفلیس به دنیا آمد . وی همچنین برندهٔ جوایزی همچون نشان پرچم سرخ کار و هنرمند افتخاری گرجستان شوروی شده است. وی در ۲۶ ژوئیهٔ ۱۹۶۳ در سن ۵۳ سالگی در تفلیس درگذشت.